# Conférence de Paris de 2015 sur les changements climatiques
Ne doit pas être confondu avec Cap21.
La conférence de Paris de 2015 sur les changements climatiques (ou Conférence Stockholm + 50), qui s'est tenue du 30 novembre au 12 décembre 2015 - soit un demi siècle après la Conférence de Stockholm - au Bourget en France, est à la fois la 21e conférence des parties (d'où le nom COP 21) à la convention-cadre des Nations unies sur les changements climatiques (CCNUCC) et la 11e conférence des parties siégeant en tant que réunion des parties au protocole de Kyoto (CMP 11),. Chaque année, les participants de cette conférence se réunissent pour décider des mesures à mettre en place, dans le but de limiter le réchauffement climatique.
Ce sommet international se tient au parc des expositions de Paris-Le Bourget et réunit 195 pays. La conférence, qui devait se terminer le 11 décembre 2015, est finalement prolongée jusqu'au lendemain. Un accord international sur le climat, applicable à tous les pays, est validé par tous les pays participants, fixant comme objectif une limitation du réchauffement mondial entre 1,5 °C et 2 °C d’ici à 2100. La conférence de Paris de 2015 sur les changements climatiques était une contribution importante pour le démocratie écologique, et l'histoire de l'écologie.

## Histoire des COP et négociations sur le climat

Évolution des émissions de par pays et par habitant entre 1990 et 2012.

La conférence de Stockholm a lieu du 5 au 16 juin 1972. Il s’agit du premier colloque mondial élevant la question de l’environnement au rang de problème international d’importance majeure, ainsi que de la première occurrence de droit international contraignant dans le domaine de l’environnement. La conférence de Stockholm donne notamment lieu à une déclaration de vingt-six principes, à un plan d'action comprenant cent neuf recommandations, et à la création du Programme des Nations unies pour l'environnement (PNUE). Pour Jacques-André Hertig, c’est à Stockholm que « l’environnement entre dans les priorités et régions de nombreux pays ». Il cite Clark et Timberlake qui rapportent qu’avant Stockholm, on ne comptabilisait pas plus de dix ministères de l’Environnement, alors qu’en 1982 on répertoriait cent dix ministères ou secrétariats d’État consacrés aux questions d'environnement.
Le Groupe d'experts intergouvernemental sur l'évolution du climat (GIEC), créé en 1988, a pour vocation d’évaluer d'un point de vue scientifique l'influence de l'Homme dans le changement climatique, mais aussi d'en mesurer les risques et de proposer des stratégies d’adaptation et d’atténuation.
La conférence des Nations unies sur l'environnement et le développement (CNUED), créée en 1992 et également appelée Sommet de la Terre ou Conférence de Rio, rassemble 182 États à Rio de Janeiro pour débattre de l’avenir de la planète. C’est lors de ce premier Sommet de la Terre que le concept de développement durable fait consensus pour décrire un processus d’évolution permettant de répondre aux besoins du présent sans hypothéquer ceux du futur. 170 des États présents à Rio ont adopté l’Agenda 21, aussi appelé Action 21. Il s’agit d’un programme d’action de quarante chapitres appelé à être mis en œuvre sous la forme de près de 2 500 recommandations touchant à tous les domaines où l’action humaine influence l’évolution de l’environnement. Il est adopté par 178 chefs d’État lors de la Conférence de Rio. Le Sommet de la Terre instaure également un cadre annuel de réunions internationales au travers de la Convention-cadre des Nations unies sur les changements climatiques (CCNUCC).

Émissions 1990-2007 de issues des combustibles fossiles, selon le protocole de Kyoto.

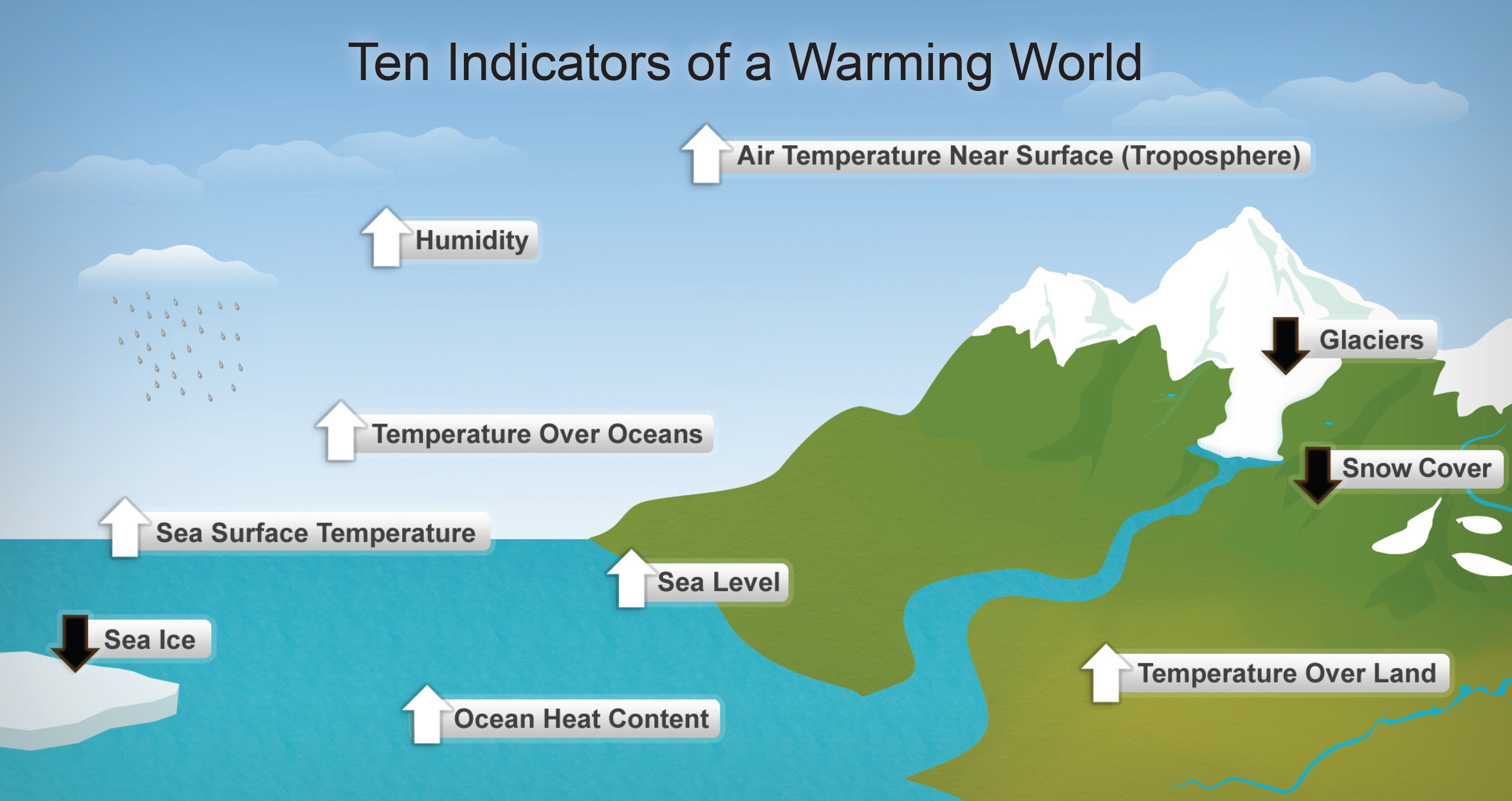
Dix indicateurs du réchauffement climatique.

Le protocole de Kyoto (1997) est un accord international signé lors de la COP3 à Kyoto en décembre 1997. Il met en place des objectifs contraignants et des délais visant à réduire les émissions de gaz à effet de serre dans la plupart des pays, dont les pays industrialisés. Cet accord est bâti sur la CCNUCC dont les pays membres décident de se doter d’un protocole plus strict. Les objectifs obligatoires prévus par le protocole de Kyoto pour les pays varient de -8 % à +10 % d’émission de gaz à effet de serre par rapport aux émissions individuelles des pays en 1990. L’accord permet une certaine flexibilité aux pays concernant les manières d’atteindre l’objectif fixé par le protocole (augmentation des forêts, financement de projets à l’étranger, etc.). L’entrée en vigueur du protocole de Kyoto n’a eu lieu qu’en février 2005.
Les accords de Bonn et de Marrakech (2001) sont les fruits des négociations menées lors de la COP6 bis à Bonn en juillet 2001 et de la COP7 à Marrakech en novembre 2001. Ils s’intéressent notamment aux questions relatives aux obligations des pays développés ainsi qu’aux aides à mettre en place à destination des pays en voie de développement. Ce sont ces accords qui déterminent les modalités d’application du protocole de Kyoto, ouvrant la voie à sa ratification et à sa mise en œuvre.

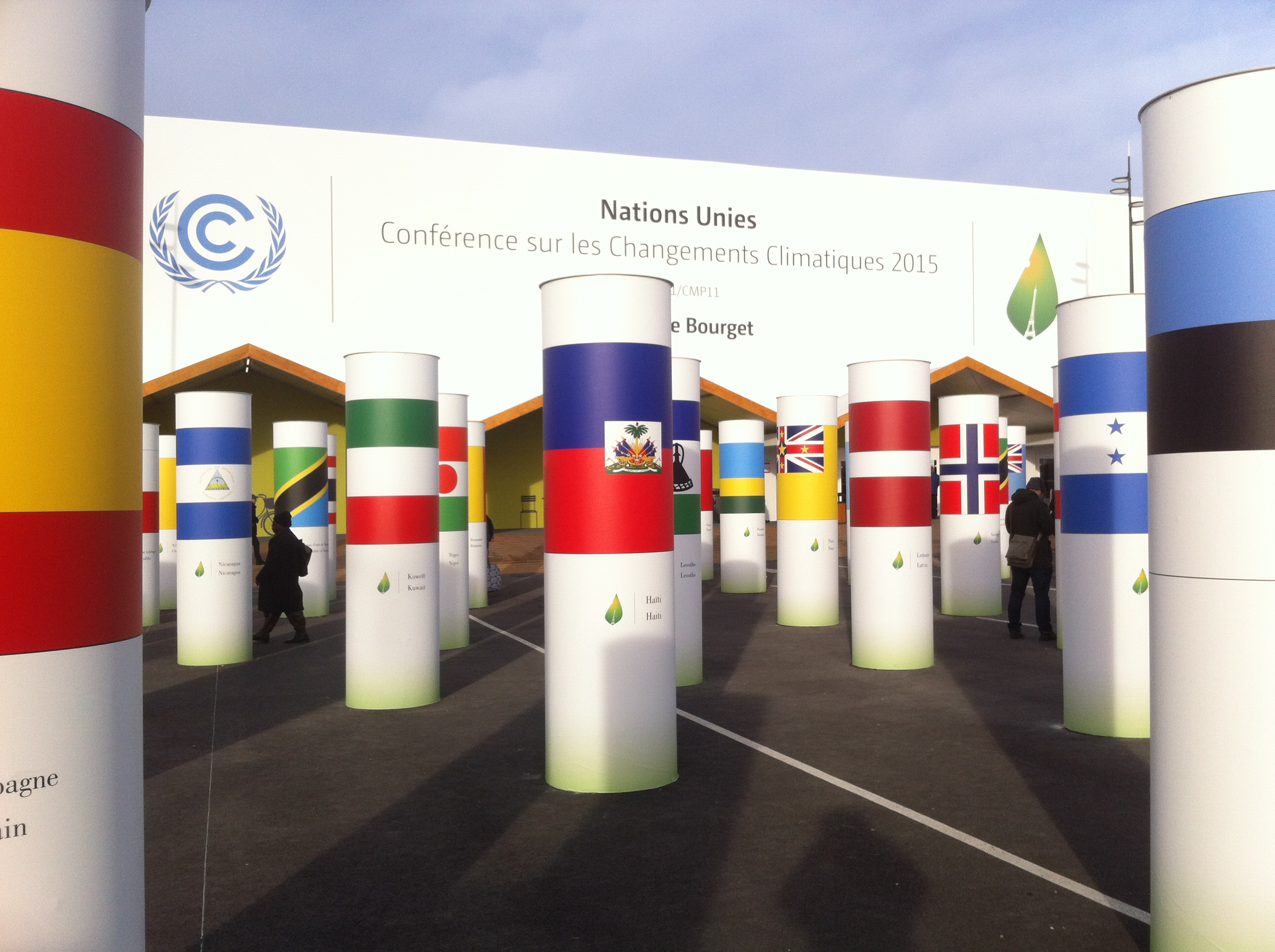
Hall des négociations de la COP21 au Bourget.

En février 2005, 55 pays représentant au moins 55 % des émissions de dioxyde de carbone (CO2) en 1990 ont ratifié le protocole de Kyoto. L’entrée en vigueur de celui-ci signifie pour 30 pays industrialisés l’obligation d’atteindre les objectifs de réduction ou de limitation des émissions de gaz à effet de serre. Elle permet également la concrétisation légale du marché international du commerce de carbone et la mise en œuvre opérationnelle du mécanisme de développement propre (MDP).
L’accord de Copenhague (COP15, 2009) est un texte de 3 pages qui réunit des orientations communes à l’échelle internationale concernant la façon de traiter le changement climatique (réduction des émissions de gaz à effet de serre, limitation du réchauffement climatique à 2 °C, financement de trente milliards de dollars sur 2010-2012). Expliquant l'échec de Copenhague par l'absence de gouvernance mondiale, l'économiste du développement Thomas Sterner est plus optimiste concernant les objectifs plus restreints et cherchant plus de consensus de la COP21, même en restant réservé.
Les accords de Durban (2011) visent en point de mire l’adoption d’un accord universel en 2015. Est alors lancé un processus de travail ayant pour objectif de définir un nouveau protocole ayant force de loi dont l’adoption en 2015 devrait permettre sa mise en œuvre dès 2020. Ces accords débutent également un travail visant à combler le « fossé d’ambition » existant entre les engagements de réduction des émissions de gaz à effet de serre pris par les États et l’objectif d’un réchauffement climatique maintenu sous la barre des 2 °C.
La COP20 de Lima (2014) met encore davantage au premier plan la nécessité d'efforts supplémentaires pour parvenir aux objectifs de maintien du réchauffement climatique sous la barre des 2 °C d'ici à 2100. Elle débouche sur la rédaction d'un document préparatoire au futur accord de la COP21 de Paris et à l’adoption d’un texte de trente-sept pages.
Au fur et à mesure des Conférences des Parties, le sigle français CdP a été délaissé au profit de l'anglais COP.

## Objectifs
Le cinquième rapport du Groupe d'experts intergouvernemental sur l'évolution du climat (GIEC), paru en 2014, prévoit une hausse des températures de 0,3 à 4,8 °C d’ici 2100.
Selon le comité organisateur, l'objectif de cette conférence est « d'aboutir, pour la première fois, à un accord universel et contraignant permettant de lutter efficacement contre le dérèglement climatique et d'impulser/d'accélérer la transition vers des sociétés et des économies résilientes et sobres en carbone ».
À cet effet, l'accord, censé entrer en vigueur en 2020, devra à la fois traiter de l'atténuation — la baisse des émissions de gaz à effet de serre — et de l'adaptation des sociétés aux dérèglements climatiques existants et à venir. Il s'agira de trouver un équilibre entre les besoins et les capacités de chaque pays. La répartition de l'effort entre les émetteurs historiques et les économies émergentes est l'un des points sensibles de la négociation.
Pour préparer cet accord, chaque pays doit préparer et publier en amont de la COP21 une contribution qui présente un plan de travail concret à même de permettre à l’État concerné de faire sa part au sein de l’effort universel.
La COP21 doit également permettre aux pays développés de mobiliser 100 milliards de dollars par an à partir de 2020, en partie via le Fonds vert pour le climat, afin d’aider les pays en voie de développement à lutter contre le dérèglement climatique.
En amont de cette conférence, une assemblée se tient pour discuter des enjeux climatiques en Méditerranée à Marseille lors de la MedCop21 les 4 et 5 juin 2015.

## Préparation de la COP21

### Engagements des États

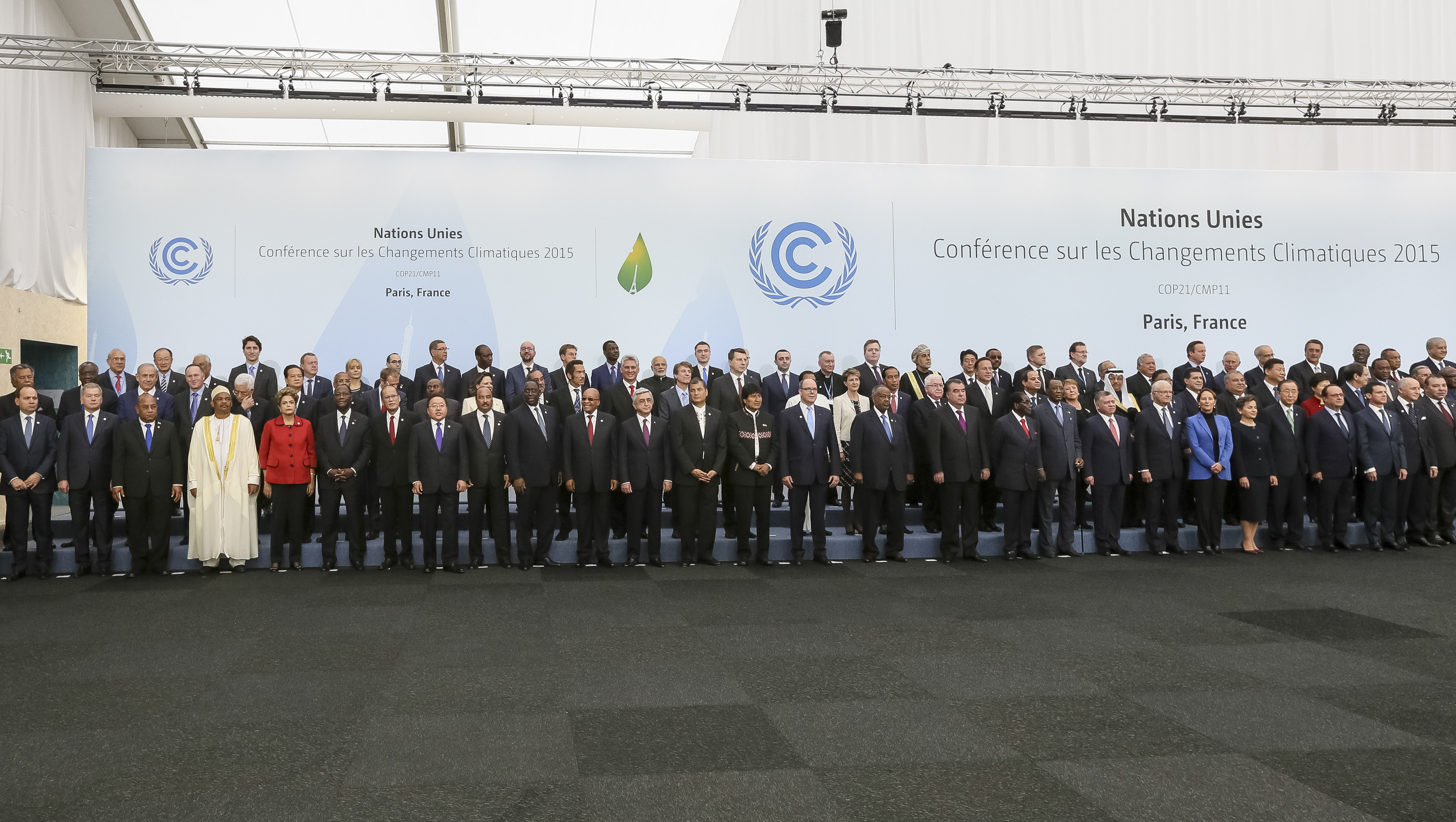
Les chefs d'État et de gouvernement à l'ouverture de la COP21.

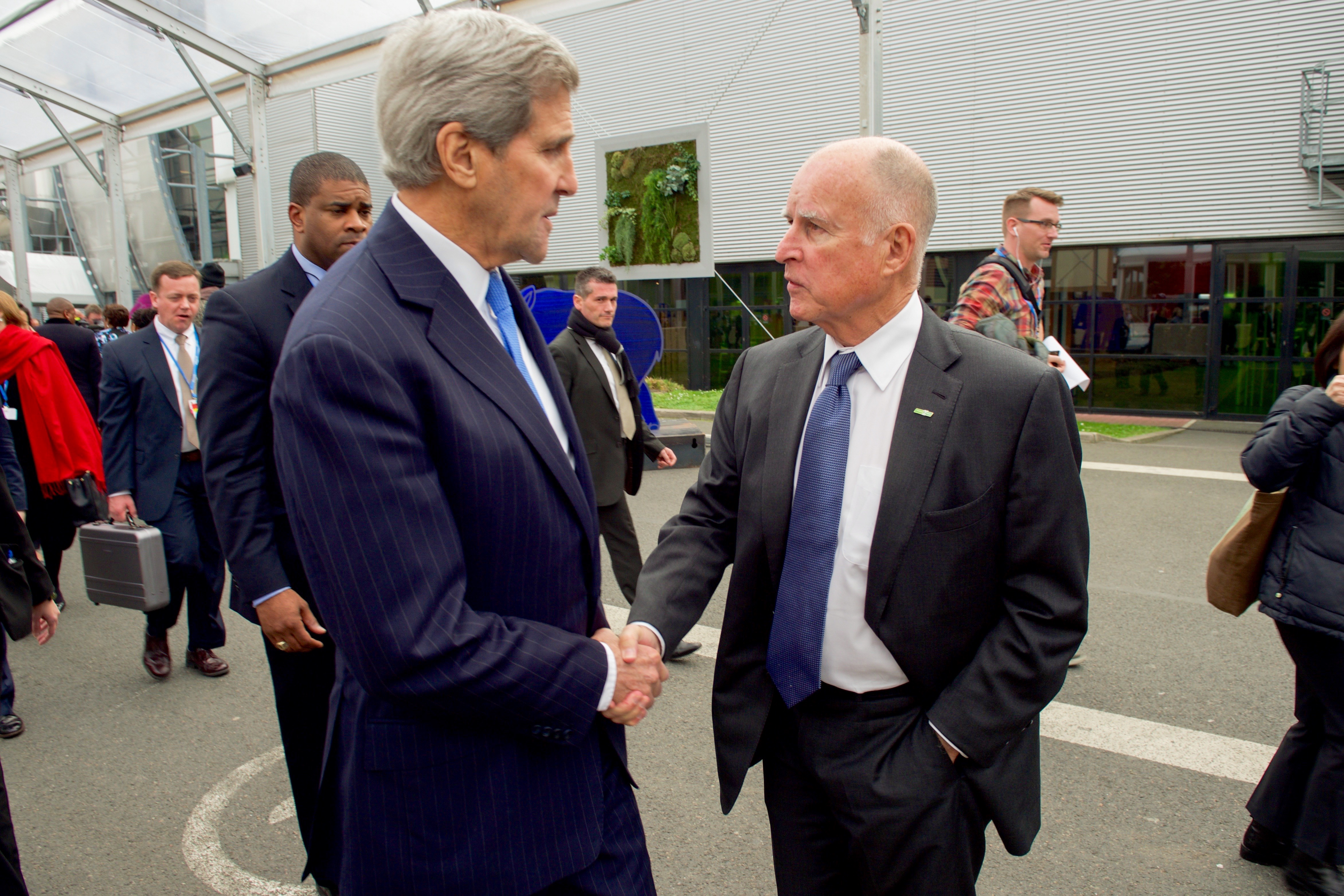
Rencontre entre le gouverneur de Californie Jerry Brown et le secrétaire d'État américain John Kerry à la COP 21.

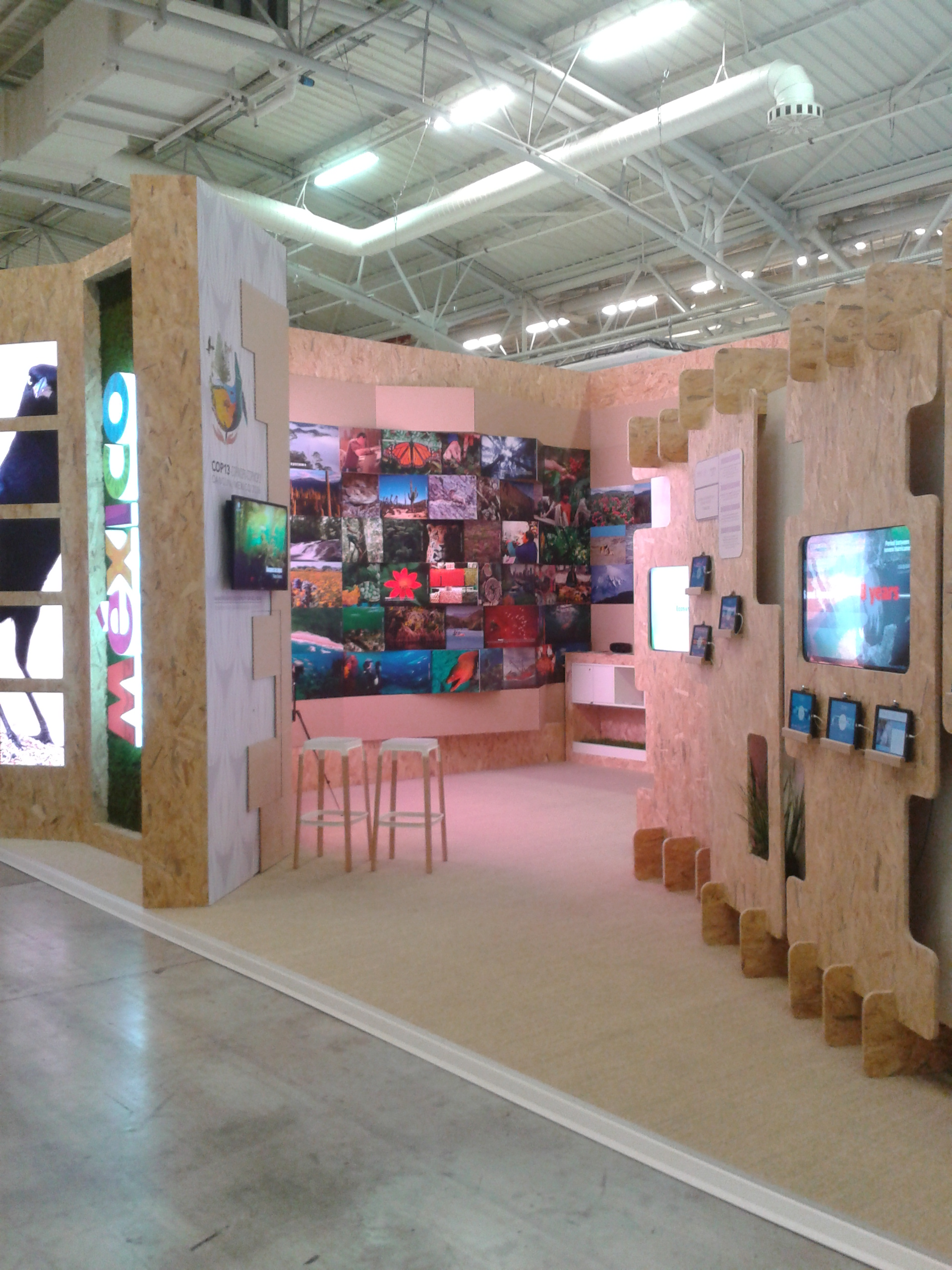
Pavillon du Mexique.

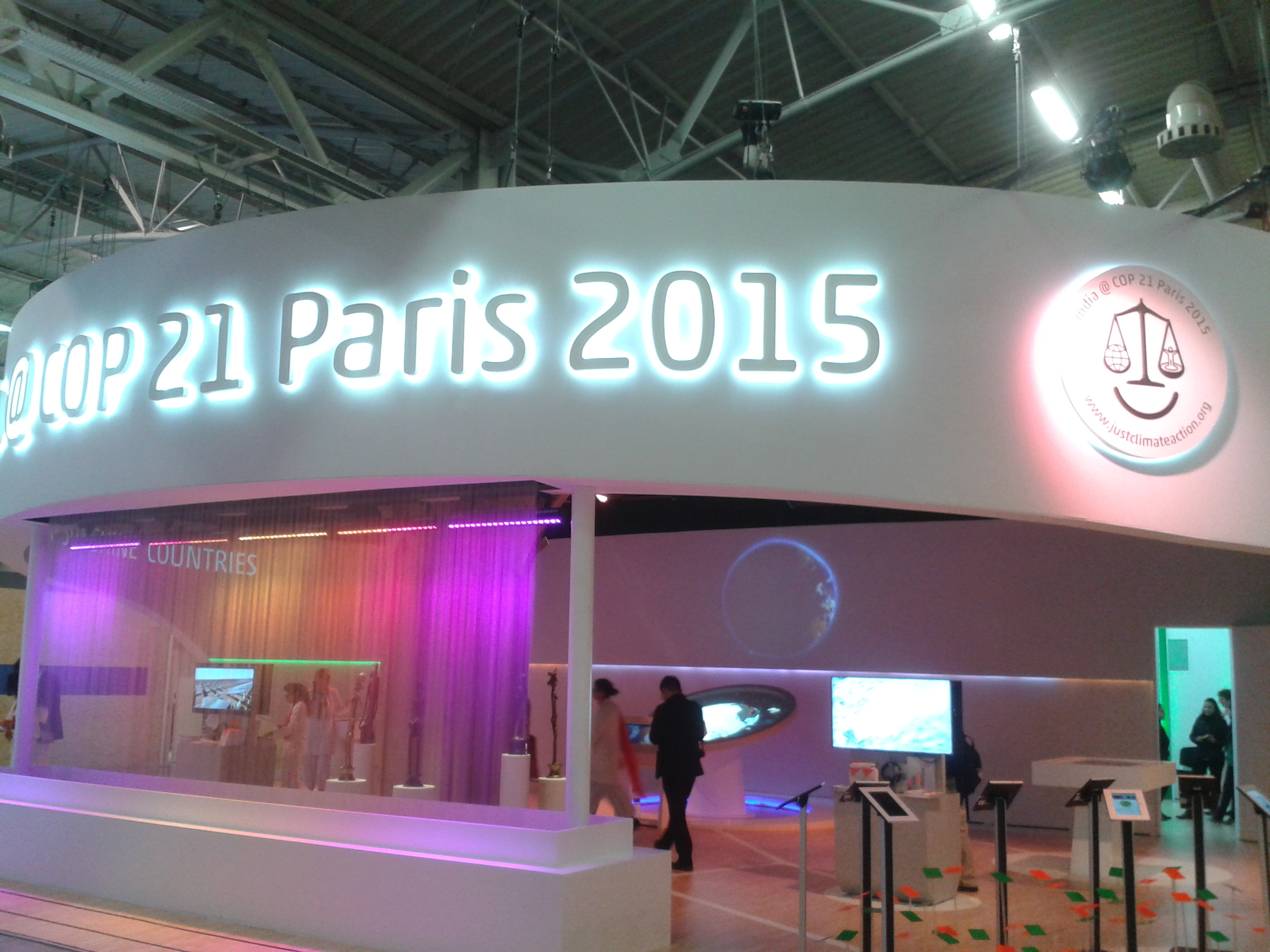
Pavillon de l'Inde.

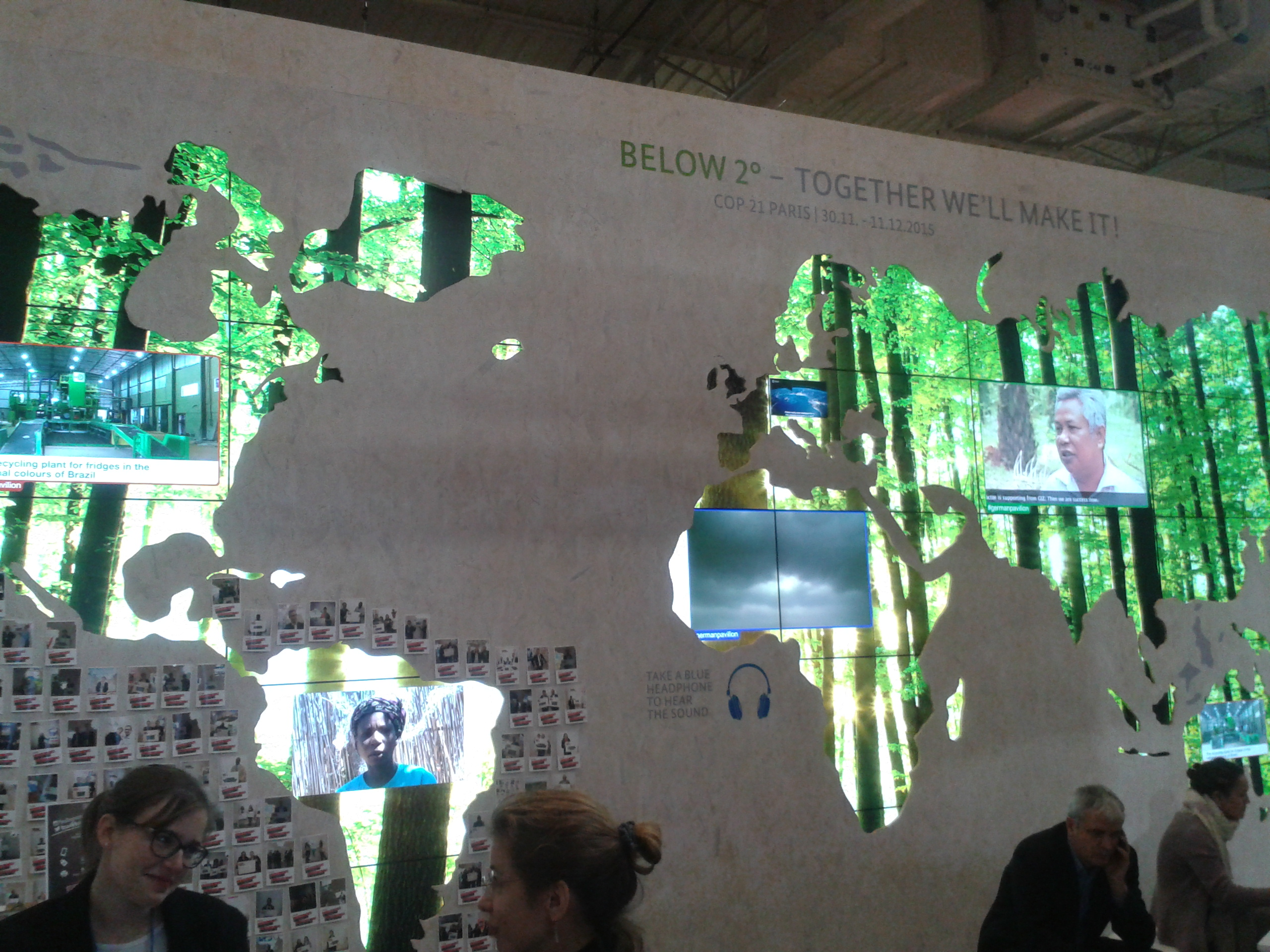
Pavillon de l'Allemagne.

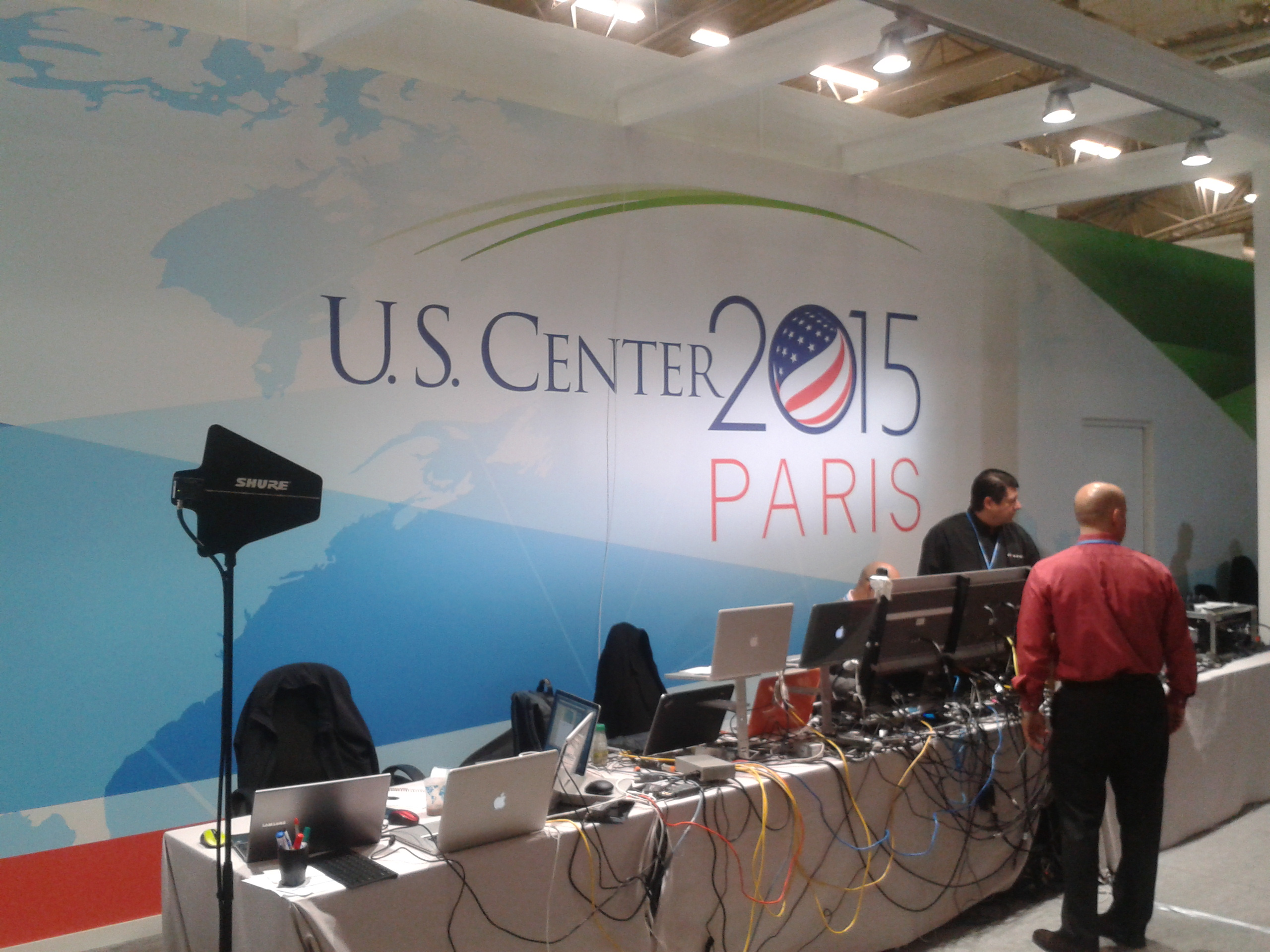
Pavillon des États-Unis.

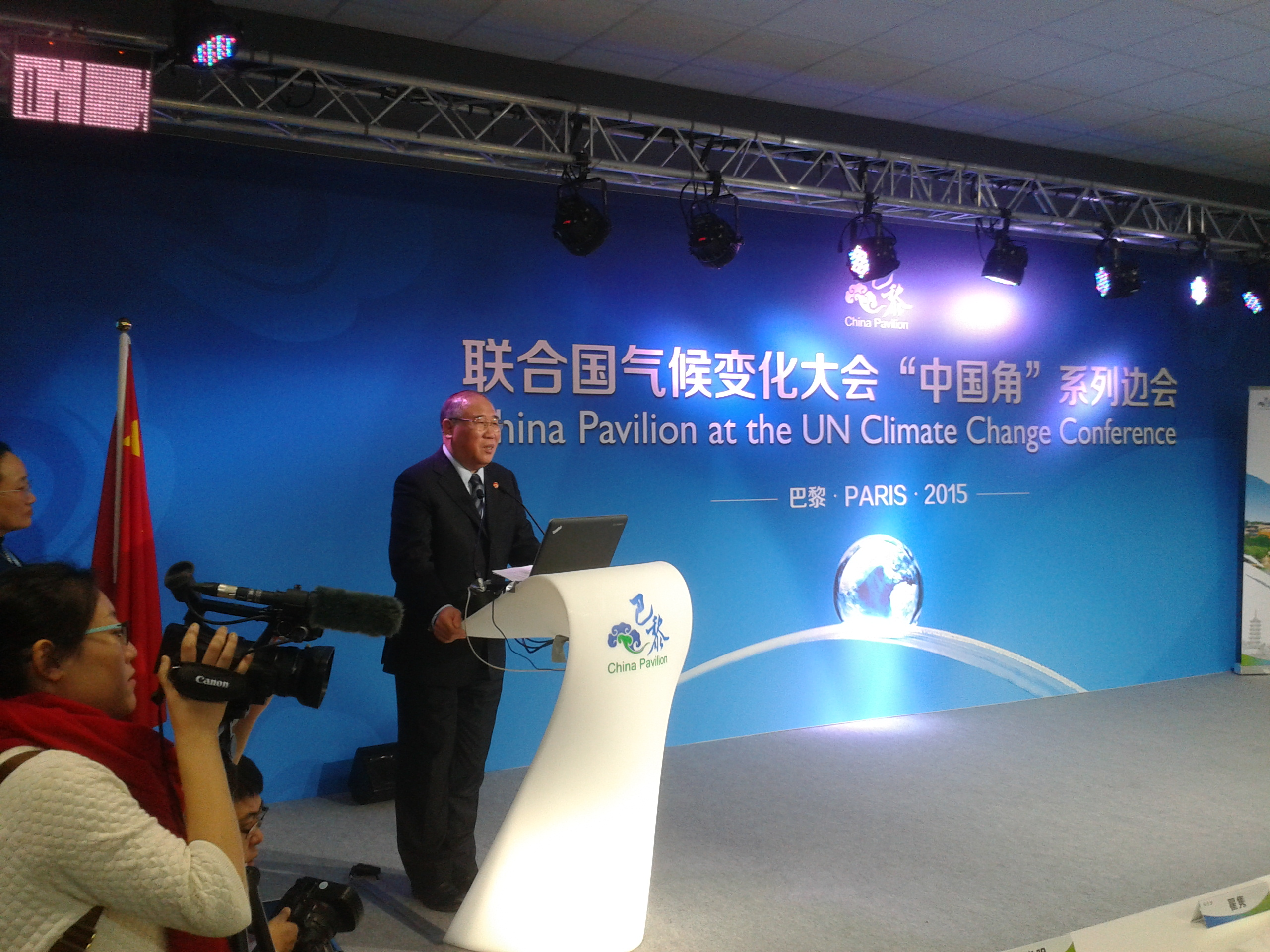
Conférence de presse au pavillon de la Chine.

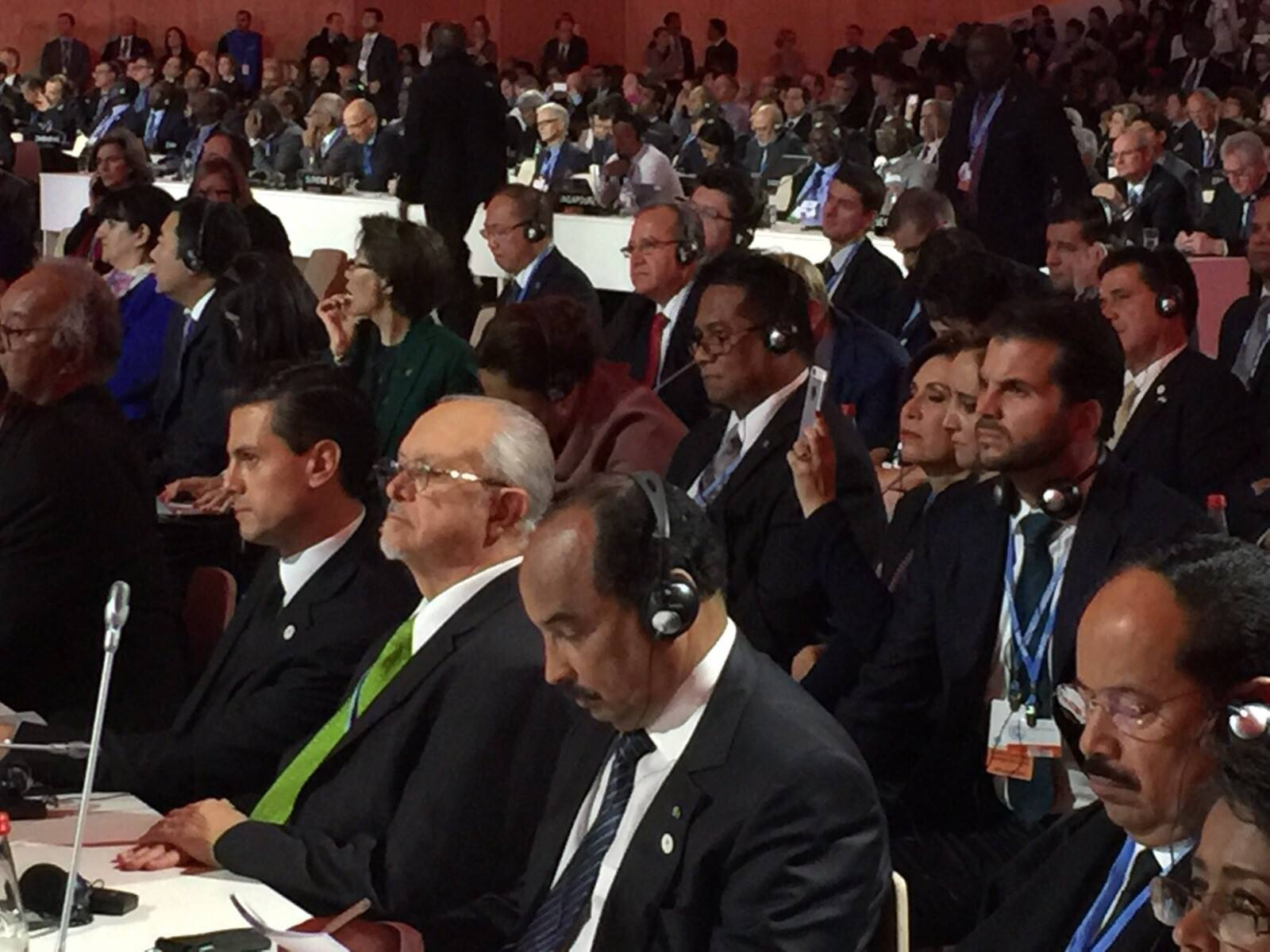
Des délégués durant la conférence.

Dans le cadre de la préparation de la COP21 et conformément à ce que prévoyaient les COP19 de Varsovie et COP20 de Lima, chaque pays doit rendre publique une contribution déterminée au niveau national (en anglais, « Intended Nationally Determined Contribution » (INDC)). Ces contributions traduisent à ce stade des intentions, et non des engagements.
Le premier objectif commun à l'ensemble de ces contributions est d’aller plus loin que l'engagement actuel des États. Le deuxième est de prendre en compte les spécificités et contraintes nationales de chaque pays, et de présenter ces dernières dans le cadre d’un projet ambitieux. Le troisième est celui de la transparence : chaque contribution est publiée dès sa soumission sur le site de la CCNUCC.
Enfin, toutes les contributions visent à la fois à atténuer les émissions de gaz à effet de serre en prévoyant de faire évoluer l'économie nationale, et à adapter les conditions de vie des personnes aux changements climatiques effectifs ou anticipés.
Les États participants à la COP21 présentent des contributions très variées à la fois dans leur contenu et dans le moment de publication. Si les pays développés étaient invités à remettre leur contribution à l’ONU avant le 31 mars 2015, les pays en développement ont jusqu’à l'automne pour soumettre les leurs.
Au total, 184 pays représentant la quasi-totalité des émissions mondiales de gaz à effet de serre avaient soumis leurs plans d'action climat aux Nations unies avant l'ouverture de la COP21 ; sur les 196 parties signataires à la convention-cadre des Nations unies sur les changements climatiques (CCNUCC), il en manquait seulement treize : deux pays en état de guerre civile (Libye et Syrie), trois pays pétroliers (Venezuela, Ouzbékistan et Brunei), la Corée du Nord, le Panama, le Nicaragua, le Népal, le Timor oriental, Saint-Christophe-et-Niévès, Niue et les Tonga. Quatre de ces retardataires ont déposé une contribution en décembre 2015 : Brunei, Tonga, Venezuela et Saint-Christophe-et-Niévès ; le Népal a déposé sa contribution en février 2016; le Panama a déposé sa contribution en avril 2016 ; au total, ce sont donc 190 pays qui ont contribué (162 contributions, dont celle de l'Union européenne qui est commune à 28 pays), et il ne manque que 7 pays (Libye, Syrie, Ouzbékistan, Corée du Nord, Nicaragua, Niue, Timor oriental).
Voici quelques exemples de pays qui ont soumis leurs contributions :
- 27 février 2015 : la Suisse présente sa contribution officielle en premier. Elle annonce vouloir réduire de 50 % ses émissions de gaz à effet de serre entre 1990 et 2030, par une réduction de 30 % des émissions sur son territoire national et de 20 % grâce à des projets de compensation à l’étranger ;
- 6 mars 2015 : les 28 États de l’Union européenne, responsables à eux seuls de près de 10 % des émissions de gaz à effet de serre sur la planète[22], s'engagent à réduire de 40 % les émissions de gaz à effet de serre en 2030 par rapport à 1990. L’objectif à long terme reste une réduction des émissions de gaz à effet de serre de 80 à 95 % d’ici 2050 ;
- 27 mars 2015 : la Norvège s'engage à réduire ses émissions d’au moins 40 % d’ici à 2030 ;
- 30 mars 2015 : le Mexique est le premier pays en développement à remettre une contribution. Il déclare viser un pic d’émissions en 2026 et une réduction de 22 % des émissions de gaz à effet de serre d’ici 2030 par rapport à l’évolution actuelle envisagée depuis 2013. Cette contribution précise qu’en bénéficiant d’aides financières ou de transferts technologiques suffisants, cette réduction pourrait atteindre 36 % ;
- 31 mars 2015 : la Russie annonce vouloir réduire ses émissions de gaz à effet de serre de 25 % à 30 % d’ici 2030, toujours par rapport à 1990. Pour cela, la Russie compte notamment sur la gestion de ses forêts, car elle compte 25 % des ressources forestières mondiales ;
- 31 mars 2015 : les États-Unis, deuxième émetteur mondial envisagent conformément à l’annonce faite conjointement avec la Chine en novembre 2014 (cette dernière étant en 2013 la source de 28 % des émissions mondiales de CO2, suivi par les États-Unis, 14 %, et l'Europe, 10 %[22]) de réduire leurs rejets de gaz à effet de serre de 26 à 28 % d’ici à 2025 (par rapport à 2005) ;
- 1er avril 2015 : le Gabon, premier pays africain à afficher ses engagements climatiques, propose dans sa contribution de réduire ses émissions d’au moins 50 % par rapport à l’évolution prévue en cas de politique inchangée. Le pays présente les mesures pour les maitriser et une stratégie d’adaptation, notamment concernant son littoral, particulièrement exposé à la montée des eaux ;
- 23 avril 2015 : le Liechtenstein rend public un objectif de 40 % de réduction des émissions de gaz à effet de serre d’ici 2030 par rapport à 1990 ;
- 30 avril 2015 : la principauté d'Andorre prévoit dans sa contribution une réduction de 37 % des émissions de gaz à effet de serre d’ici à 2030, et ce notamment en portant l'effort dans les secteurs de l’énergie et des déchets qui représentent la quasi-totalité de ses émissions de gaz à effet de serre ;
- 18 mai 2015 : le Canada fixe un objectif de réduction de ses émissions de gaz à effet de serre de 30 % en 2030 par rapport à 2005 ;
- 3 juin 2015 : le Maroc formule un objectif de réduction de ses émissions de gaz à effet de serre de 13 % en 2030, susceptible toutefois d'atteindre 32 % de réduction sous réserve d’un appui financier international ;
- 11 juin 2015 : l'Éthiopie se fixe comme objectif, si un financement approprié le lui permet, de limiter les émissions nettes de gaz à effet de serre à 145 millions de tonnes équivalent CO2 ou à un niveau inférieur d’ici 2030, soit une réduction des émissions de 64 % par rapport à l’évolution prévue en cas de politique inchangée[23] ;
- 11 juin 2015 : la Serbie adopte une contribution[24] qui l'engage à réduire ses émissions de gaz à effet de serre de 9,8 % à l'horizon 2030 par rapport à 1990. La Serbie est le premier pays des Balkans, mais également le premier pays candidat à l'entrée dans l'Union européenne, à soumettre sa contribution ;
- 30 juin 2015 : l'Islande se fixe comme objectif dans sa contribution[25] de réduire de 40 % ses émissions de gaz à effet de serre en 2030 par rapport à 1990 ;
- 30 juin 2015 : la Chine définit trois grands objectifs dans sa contribution[26] : premièrement, atteindre un pic d'émission de CO2 en 2030 au plus tard ; deuxièmement, réduire de 60 à 65 % les émissions de CO2 par unité de PIB par rapport à 2005, sachant qu'elles ont déjà diminué de 33,8 % en 2014 en comparaison avec 2005 ; troisièmement, utiliser de plus en plus d'énergies non fossiles, c'est-à-dire les énergies renouvelables et le nucléaire, afin que leur part dans la consommation d'énergie primaire s'élève à 20 % à l'horizon 2030, alors qu'elle s'élevait à 11,2 % en 2014 ;
- 30 juin 2015 : la Corée du Sud se fixe dans sa contribution[27] comme objectif principal de réduire ses émissions de GES de 37 % à l'horizon 2030 par rapport à un scénario business as usual en forte hausse, dont 25,7 % par réduction de la croissance de ses émissions nationales et 11,3 % par achat sur le marché international de permis d'émissions[28] ;
- 3 juillet 2015 : Singapour fait connaître dans sa contribution[29] son intention de réduire ses émissions de GES de 36 % à l'horizon 2030 par rapport à 2005, et de stabiliser ses émissions de CO2 en atteignant un pic d'émission aux alentours de 2030 ;
- 7 juillet 2015 : la Nouvelle-Zélande présente dans sa contribution[30] un objectif de réduction de gaz à effet de serre de 30 % d'ici à 2030 par rapport au niveau de 2005, ce qui correspond à une baisse de 11 % par rapport à 1990 ;
- 17 juillet 2015 : le Japon s'engage dans sa contribution[31] à réduire ses émissions de gaz à effet de serre d'ici à 2030 d’environ 25,4 % par rapport à 2005 (26 % par rapport au niveau de 2013). Ce pourcentage amènerait en 2030 à un niveau d’émissions d’environ 1,04 milliard de tonnes d’équivalent CO2 ;
- 21 juillet 2015 : les Îles Marshall se proposent dans leur contribution[32] de réduire leurs émissions de gaz à effet de serre de 32 % d'ici à 2025 par rapport au niveau de 2010 et de 45 % d'ici à 2030, l'objectif ultime étant d'arriver à un bilan d'émissions neutre en 2050 ;
- 1er octobre 2015 : l'Inde ne s'engage pas sur la réduction de ses émissions de gaz à effet de serre, qui ont augmenté de 67 % entre 1990 et 2012, mais seulement sur la réduction de son « intensité carbone » (taux d'émissions de CO2 par unité de PIB) de 33 à 35 % en 2030 par rapport au niveau de 2005 ; elle s'engage également à porter à 40 % en 2030 la part des énergies renouvelables ; la production solaire en particulier serait multipliée par trente, à 100 000 MW en 2022. Mais la part du charbon dans la production d'électricité sera encore de 40 % en 2022[33].

Le 2 novembre 2015, la Chine et la France se sont déclarées favorables à l'instauration, dans l'accord attendu à l'issue de la COP21, d’un mécanisme de révision périodique des engagements nationaux ; leur déclaration commune prône également un accord « juridiquement contraignant ». Cette prise de position constitue une évolution majeure de la part de la Chine ; le président Xi Jinping a qualifié le réchauffement climatique de « défi planétaire » et appelé à obtenir un résultat « ambitieux », « c’est un impératif pour la Chine ».
Le 12 novembre 2015, John Kerry affirme dans le Financial Times que l'accord ne sera pas un « traité » avec des « objectifs de réduction juridiquement contraignants » ; François Hollande réagit en déclarant que « si l’accord n’est pas juridiquement contraignant, il n’y a pas d’accord » et que l'accord ne pourra qu'avoir « un caractère contraignant au sens où les engagements qui auront été pris devront être tenus et respectés ».
En marge du sommet, le défi de Bonn (lancé en 2011) a été confirmé et amplifié, visant désormais à reboiser 350 millions d’hectares de sols dégradés ou déforestés avant 2030.

### Financement pour les pays du Sud
Le 9 octobre à Lima, à la réunion des ministres des finances du G20, Laurent Fabius a annoncé que la barre des 100 milliards de dollars annuels de financements climatiques promis en 2009, à Copenhague, par les pays du Nord vers les pays du Sud en 2020 doit désormais pouvoir être atteinte. Un rapport de l'OCDE a révélé qu'en 2014 ces financements climatiques ont atteint 61,8 milliards de dollars ; avec les promesses d'accroissement des financements annoncés en 2015 par différents pays, comme la France, l'Allemagne ou le Royaume-Uni, et surtout les promesses des banques de développement (15 milliards de dollars), le cap des 100 milliards est en vue. L'économiste américain Jeffrey Sachs, conseiller spécial du secrétaire général des Nations unies Ban Ki-moon et directeur de l'institut de la Terre de l'université Columbia à New York, considère que « Ce rapport est irresponsable, choquant même. Il ne comporte aucun élément relatif aux pays receveurs de cette aide. Au départ, ces 100 milliards de dollars devaient être des financements additionnels par rapport aux ressources mobilisées par l'aide au développement, or les chiffres divulgués par l'OCDE n'ont aucun caractère additionnel. Ils résultent pour l'essentiel d'une simple requalification d'une aide existante en une aide dédiée au climat ».

## La France, pays hôte

### Désignation

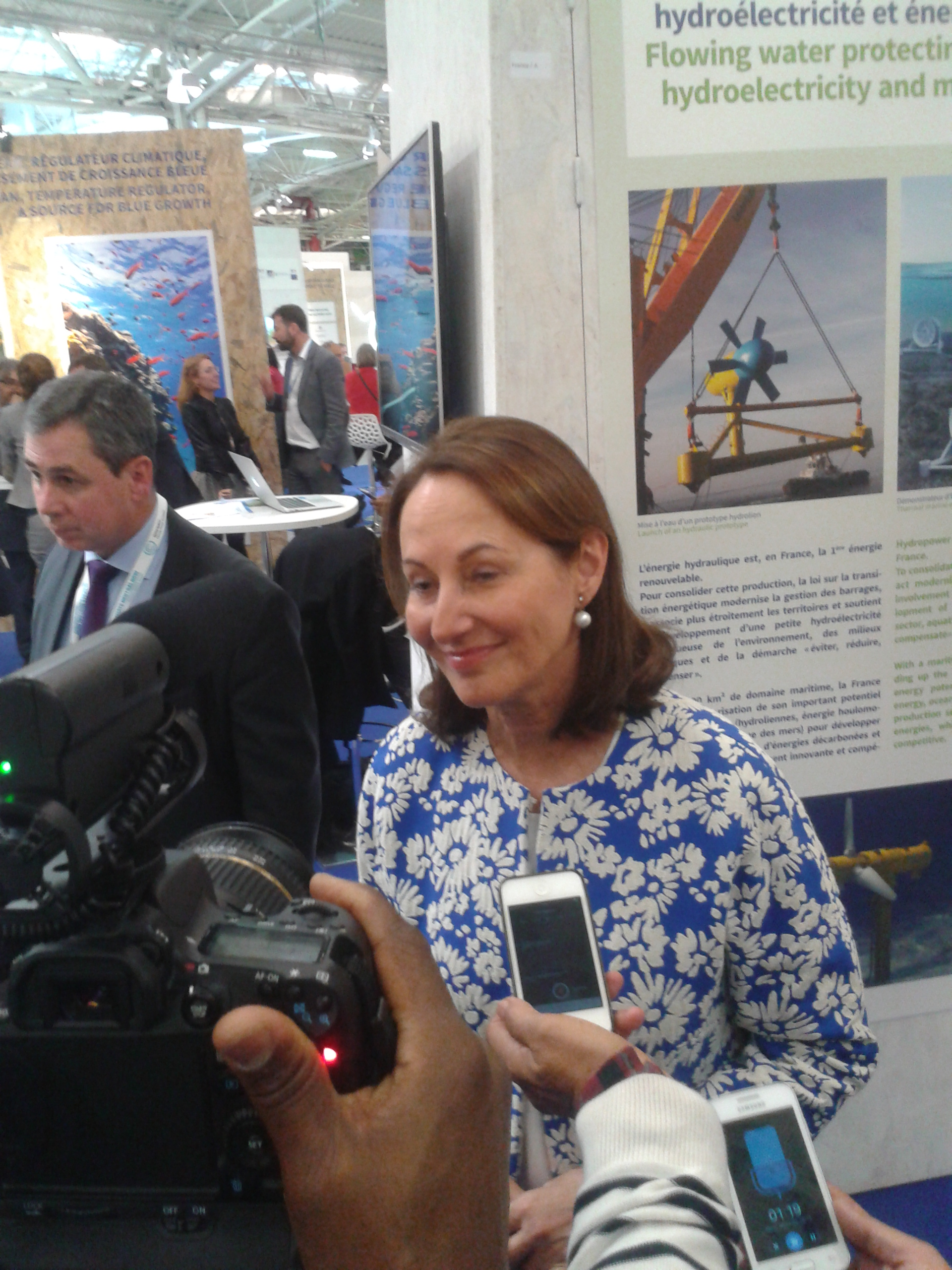
Ségolène Royal, ministre française de l’Écologie, du Développement durable et de l’Énergie, répondant aux questions des journalistes pendant la COP21.

Le choix du pays hôte de la COP relève de règles précises. D’un point de vue géographique, le lieu de la COP est déterminé pour se dérouler par rotation annuelle dans l’un des pays des cinq groupes régionaux de l’ONU que sont l’Asie-Pacifique, l’Europe de l’Est, l’Amérique latine-Caraïbes, l’Europe de l’Ouest élargie (GEOA) et l’Afrique. Une fois ce groupe régional désigné pour accueillir telle édition de la COP, le choix du pays hôte est finalisé en interne au groupe.
C’est en septembre 2012 que François Hollande, président de la République française, a rendu publique l’intention de la France d’accueillir la COP21 en 2015. Cette candidature a été prise en compte par le groupe régional de la France à l’ONU en avril 2013, puis entérinée via une désignation officielle lors de la COP19 de Varsovie en novembre 2013.

### Organisation
La COP21 se tient du 30 novembre au 12 décembre 2015 sur le site de l'aéroport de Paris-Le Bourget. Ce site est retenu pour sa capacité d’accueil et son accessibilité, paramètre indispensable pour une manifestation qui devrait réunir entre 20 000 et 25 000 personnes pour la conférence même, et plus de 40 000 si l’on inclut les visiteurs ne prenant pas directement part aux négociations.
Le centre de conférences est appelé « zone bleue ». Il est régi par les règles d’accès et de sécurité propres aux Nations unies, la COP étant une conférence organisée par l’ONU. La zone bleue sera ainsi accessible uniquement à des personnes accréditées par le secrétariat général de la CCNUCC. Bien qu'organisé peu après les attentats du 13 novembre, l'événement est maintenu selon une déclaration de Laurent Fabius : « c'est une action absolument indispensable contre le dérèglement climatique. ».
Trois ministres français sont impliqués au premier plan dans l’organisation de la COP21 : Laurent Fabius, ministre des Affaires étrangères et du Développement international, Ségolène Royal, ministre de l’Écologie, du Développement durable et de l’Énergie et Annick Girardin, secrétaire d’État chargée du Développement et de la Francophonie.
Ces trois ministres sont à la tête d’un collectif interministériel chargé de superviser l’organisation de la COP21. Ce collectif est scindé en deux équipes, une équipe de négociation et un secrétariat général. Nommé début 2013, le secrétaire général est Pierre-Henri Guignard, qui a la charge de l'animation d'une équipe du ministère de l'Écologie, du Développement durable et de l'Énergie.
L’équipe de négociation est composée de quatre pôles :
- Accord de Paris, composé d’experts en changement climatique ;
- Relations bilatérales et multilatérales, chargé des questions diplomatiques et des négociations autour des contributions nationales ;
- Finances, chargé de réfléchir à la mobilisation de moyens financiers ;
- Agenda des solutions, chargé de coordonner les initiatives de la société civile.

Quant au secrétariat général, il est composé de six pôles :
- Logistique événementielle et développement durable, chargé de la logistique d’accueil sur le site de Paris-Le-Bourget, et de la coordination de l’organisation avec le secrétariat de la Convention-cadre des Nations unies sur les changements climatiques (CCNUCC) ;
- Sécurité et sûreté, chargé de veiller à la sécurité des participants à la COP21 ;
- Relations avec la société civile, chargé de mettre en place un espace de conférences et d’expositions destiné à la société civile ;
- Communication et presse, chargé de la communication à la fois en termes de relations presse et de communication numérique ;
- Partenariats public-privé, chargé de gérer les partenariats financiers ou de compétences ;
- Administration et finances, chargé de suivre l’évolution budgétaire de la COP21.

À l’occasion de la COP21, le ministère de l'Écologie, du Développement durable et de l'Énergie propose l'application mobile StatClimat pour éclairer le grand public sur les changements climatiques et les actions mises en œuvre ou projetées pour le circonscrire. Les informations statistiques sont consultables à plusieurs échelles : France et international (Union européenne et/ou Monde, selon la disponibilité des données).
Laurent Fabius est désigné président de la COP21, fonction qu'il doit assurer jusqu'au début de la COP22. Toutefois, sa nomination à la présidence du Conseil constitutionnel l'a conduit à se retirer avant la fin. Le 17 février 2016, Ségolène Royal annonce qu’elle prend la présidence de la COP21 jusqu’au passage de flambeau au Maroc.

### ArtCOP21
ArtCOP21,[source insuffisante] est une manifestation créée par l’association française COAL et l’organisation anglaise Cape Farewell (en) à l'occasion de la 21e Conférence des Nations unies sur le développement durable, manifestation imaginée comme une plateforme pour stimuler et relayer la mobilisation des artistes et des acteurs culturels sur les enjeux climatiques.

## Participants

### Dirigeants présents
Le président de la République François Hollande accueille le 30 novembre, sur le site du Bourget, les 150 chefs d’État venus pour le premier jour de la COP21, aux côtés du secrétaire général des Nations unies Ban Ki-moon, de la secrétaire exécutive de la CCNUCC Christiana Figueres, du ministre des Affaires étrangères et européennes et futur président de la COP21 Laurent Fabius et de la ministre de l’Écologie Ségolène Royal.

### Participation de la société civile
La société civile aura un rôle important à jouer lors de la COP21.[réf. nécessaire]

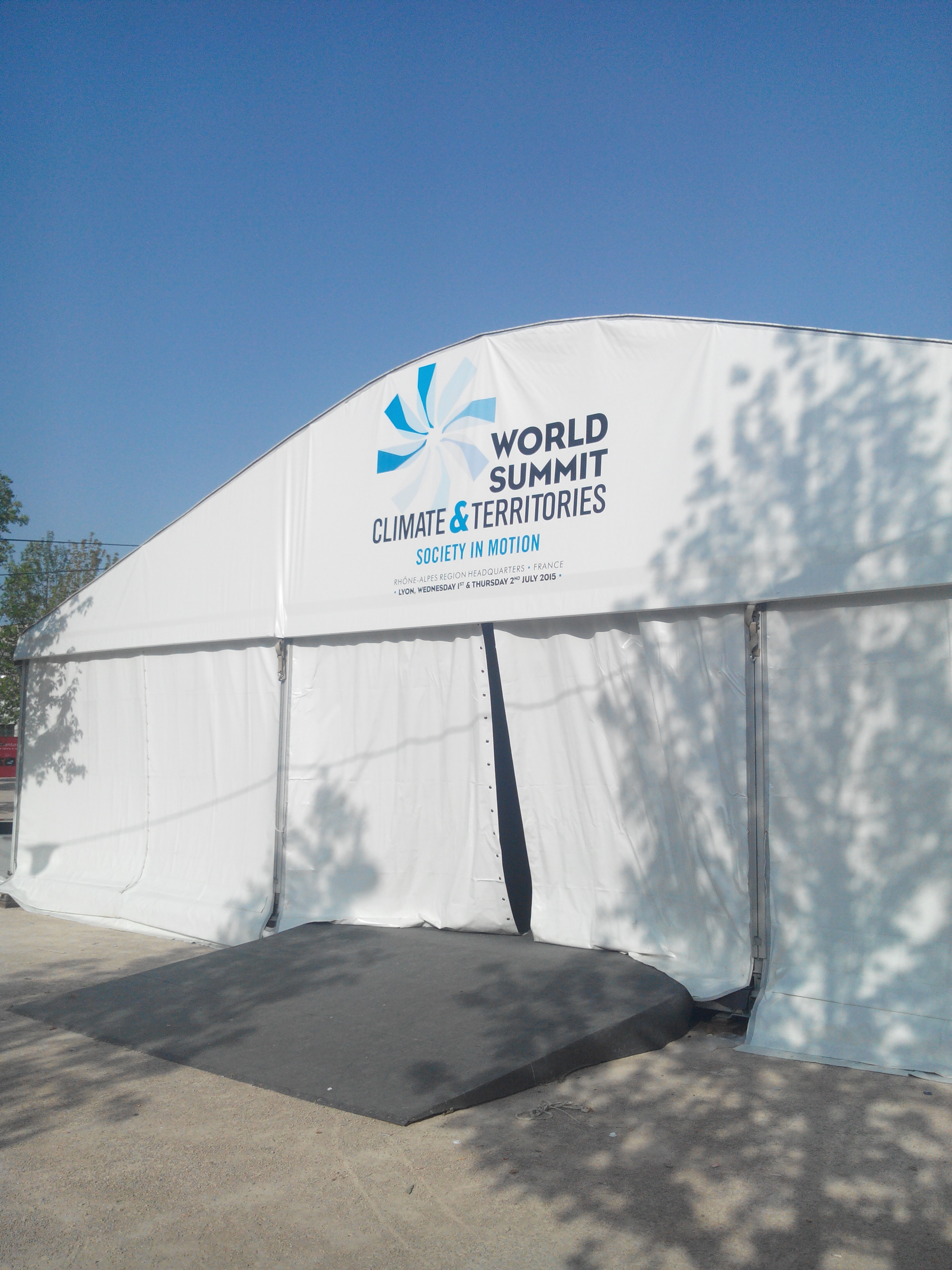
Sommet en à Lyon en juillet 2015.

Soutenue par la Convention Cadre des Nations-Unies, une plate-forme d'engagements des acteurs non étatiques a été mise en place dès la clôture de la COP 20 à Lima en décembre 2014. Appelée NAZCA (Non State Actors Zone for Climate Action), elle a enregistré durant toute l'année précédant la COP 21 un nombre croissant d'engagements de réductions d'émissions de la part de 5 familles d'acteurs : villes, entreprises, institutions financières, régions et ONG. La plate-forme NAZCA (http://climateaction.unfccc.int/), d'un peu plus de 1 000 a ainsi donné à voir plus de 11 000 engagements chiffrés et concrets aux négociateurs de l'accord à Paris[source insuffisante]. 
Selon un sondage IFOP en septembre 2015[source insuffisante], 83 % des Français sondés pensent que la question du climat doit être une priorité et 81 % pensent que le réchauffement est dangereux, 86 % se disent conscients que le mode de vie doit évoluer, 30 % se disent prêts à changer leur façon de consommer, et 22 % prêts à modifier leur consommation d'énergie (surtout pour limiter les émissions de gaz à effet de serre)[source insuffisante]. Selon ce sondage, 42 % espèrent des mesures concrètes applicables par chacun ; les plus jeunes (18-24 ans) sont 51 % dans ce cas. Le coût est un frein évoqué par 48 % des sondés, devant le manque d'information (23 % souhaitant « une meilleure sensibilisation pour mieux comprendre les enjeux climat »)[source insuffisante]. Selon ce sondage, mieux utiliser les énergies renouvelables est souhaité par 16 % des Français, et 8 % se disent prêts à modifier leur mode de chauffage et leurs équipements domestiques[source insuffisante] .
De nombreux événements sont prévus dans le cadre de la COP21 et sa préparation. Par exemple le 6 juin 2015, une manifestation annoncée « la plus grande consultation citoyenne jamais organisée sur le climat et l'énergie » réunit les résultats de 104 débats qui se tiendront dans 83 pays en 24 heures. Les conditions et règles de ces débats (méthode éprouvée, du Danish Board of Technology, déjà testées deux fois à grande échelle pour les World Wide Views) sont identiques, avec des panels représentatifs de citoyens qui donneront leurs avis sur 5 enjeux phares de la COP21 : importance de la lutte contre le changement climatique, financement de la transition, transfert de technologies, responsabilité des États relativement aux engagements qui seront pris à la COP21 de Paris et contrôle et suivi de ces engagements, avec en France un accompagnement de la Commission nationale du débat public (CNDP) et de l'Association des régions de France (ARF). Les résultats sont rendus publics le 10 juin pour les négociateurs de l'intersession de la COP21 à Bonn, et pour les décideurs, les ONG et toutes les personnes intéressées par le travail et les enjeux de la COP21, avec une analyse comparative des priorités, des points de convergence et de divergence par pays participant. Les recommandations faites par ces citoyens sont rappelées au Sommet mondial climat et territoires organisé par la région Rhône-Alpes début juillet 2015 à Lyon[source insuffisante].

### Sommet des élus locaux pour le climat
Le 4 décembre, en parallèle de la COP21, la maire de la capitale française Anne Hidalgo et Michael Bloomberg, envoyé spécial du secrétaire général des Nations unies pour les villes et les changements climatiques, coprésident le sommet des élus locaux pour le climat.
Ouvert par le président de la République française, François Hollande. Les coûts d'organisation de la journée sont, selon la Mairie de Paris, entièrement pris en charge par les partenaires privés. Près de 1 000 personnes y participent, dont 700 maires.
Maires, gouverneurs et dirigeants locaux du monde entier sont invités à participer afin d'échanger sur les différents engagements portés par les élus locaux à travers le monde. L'objectif est de parvenir à un accord universel juridiquement contraignant qui permettra de lutter localement contre le réchauffement climatique, mais également de mettre en valeur le Pacte des Maires, une coalition mondiale de maires et représentants locaux engagés dans la réduction de gaz à effet de serre à l'échelle locale, ainsi que dans la transparence de leurs résultats. Les négociations officielles des chefs d’États mondiaux au Bourget dans le cadre de la COP21 devront prendre en compte les efforts et décisions prises lors du sommet des élus locaux pour le climat.
Plusieurs maires, responsables locaux et personnalités engagées de différents pays participent à ce sommet, parmi lesquels, :
- Anne Hidalgo, maire de Paris
- Mouwafak Oueslati, jeune engagé pour le climat
- Michael Bloomberg, envoyé spécial des Nations unies pour les villes et le changement climatique
- François Hollande, président de la République française
- Eduardo Paes, maire de Rio de Janeiro
- Khalifa Sall, maire de Dakar
- Kadir Topbaş, maire d'Istanbul
- Park Won-soon, maire de Séoul
- Boris Johnson, maire de Londres
- Ada Colau, maire de Barcelone
- Denis Coderre, maire de Montréal
- Clover Moore, maire de Sydney
- Eric Garcetti, maire de Los Angeles
- Rahm Emanuel, maire de Chicago
- Tommy Remengesau, président des Palaos
- Al Gore, ancien vice-président des États-Unis
- Ban Ki-moon, secrétaire général des Nations unies
- Leonardo DiCaprio, acteur
- Robert Redford, acteur et cinéaste américain
- Arnold Schwarzenegger, ancien gouverneur de Californie et acteur américain, etc.

#### Engagements de la ville de Paris
Cette section ne s'appuie pas, ou pas assez, sur des sources secondaires ou tertiaires indépendantes du sujet. Le texte peut contenir des analyses inexactes ou inédites de sources primaires.
Pour l'améliorer, ajoutez-en, ou placez des modèles {{Source secondaire souhaitée}} ou {{Source secondaire nécessaire}} sur les passages mal sourcés. (novembre 2023)
Lors de ce sommet, la ville de Paris s'est engagée sur plusieurs projets devant aboutir à l'horizon 2020 :
- 30 % d'économie d'énergie pour l'éclairage public ;
- 2 fois plus de pistes cyclables ;
- mise en place d'un plan Paris zéro diesel ;
- −15 % de déchets ;
- mise en place de 26 projets d'aménagement urbain ;
- consommation à 25 % d'énergies renouvelables et de récupération ;
- −25 % de consommation énergétique à Paris ;
- −25 % d'émissions de gaz à effet de serre ;
- 50 % d'alimentation durable dans la restauration collective ;
- +27 000 logements sociaux rénovés basse consommation ;
- objectif zéro sac plastique ;
- 100 % d'électricité verte dans les bâtiments municipaux dès le 1er janvier 2016.

En parallèle, 31 entreprises ont signé la Charte Paris Action Climat et s'engagent à baisser leurs émissions de 500 000 tonnes de CO2 d'ici à 2020.

### Manifestations citoyennes
De nombreuses ONG, associations et intellectuels appellent à une grande marche planétaire et pacifique. 
À la suite des attentats du 13 novembre 2015 en France et à l’état d'urgence en résultant, toute marche ou manifestation est finalement interdite à Paris et en Île-de-France pendant la durée de la conférence. Dans ce contexte, certains militants politiques ou écologistes, classés comme membres de « l'ultra-gauche » ou de la « mouvance contestataire radicale » — anarchistes, Black Blocs ou autres activistes — sont interdits de séjour en Île-de-France, voire assignés à résidence,. Dans le cadre de la COP21, la vente et le transport de white spirit, de bouteilles de gaz inflammables, d'alcool à brûler et d'acétone sont interdits dans l'agglomération parisienne entre le 28 novembre et le 13 décembre 2015,.
Le 29 novembre 2015, une manifestation est tout de même organisée à la Place de la République, réunissant entre 4 500 et 10 000 personnes selon les sources, une chaîne humaine est créée entre la station de métro Oberkampf et la Place de la Nation, sur le Boulevard Voltaire, entre midi et 13 heures,. Aux manifestants pacifiques se mêlent quelques éléments provocateurs : des heurts éclatent entre eux et les forces de l'ordre, les bougies et les fleurs, déposées quelques jours plus tôt sur le mémorial des attentats du 13 novembre, sont piétinées. Les policiers interpellent 341 personnes, dont 317 sont gardées à vue puis finalement relâchées,.
En signe de symbole et du fait de l'annulation de la marche, des milliers de chaussures ont été apportées pour recouvrir la place de la République à Paris, toutes orientées vers la place de la Nation où la marche devait s'achever. On retrouvait parmi celles-ci des paires appartenant à l'actrice Marion Cotillard, au pape François ou au secrétaire général des Nations unies Ban Ki-moon.
D'autres villes françaises préfèrent également annuler ces marches, à l'instar de Lille, Lyon, Rennes ou encore Toulouse. Certaines les ont cependant maintenues comme Ajaccio, Bordeaux, Jaujac, Grenoble, Nantes, Nice, Rouen ou Strasbourg. Certaines villes ont remplacé les marches interdites par des chaînes humaines comme à Aix-en-Provence, Bordeaux, Caen, Chambéry, Clermont-Ferrand, Grenoble, Lyon et Marseille.
Les villes du monde se mobilisent aussi. Outre Paris, des grandes villes du monde entier sont le lieu de manifestations pour appuyer les revendications pour la justice climatique et une action réelle contre le changement climatique :
Adélaïde, Amsterdam, Athènes, Auckland, Barcelone, Berlin, Beyrouth, Brisbane, Bruxelles, Budapest, Canberra, Copenhague, Dacca, Édimbourg, Hong Kong, Johannesburg, Kampala, Katmandou, Kiev, Kyoto, Londres, Madrid, Melbourne, Mexico, New York, Delhi, Oslo, Ottawa, Ouagadougou, Quito, Rio de Janeiro, Rome, São Paulo, Séoul, Stockholm, et Sydney.
Le 12 décembre, alors que le texte définitif de la COP21 n'est pas encore connu, un grand rassemblement online des militants est autorisé à défiler entre l’Arc de Triomphe et La Défense, sur l’avenue de la Grande-Armée, et à se diriger vers le Champ de Mars en passant par le Trocadéro. Au terme de cette manifestation, des prises de paroles ont lieu sur la scène dressée devant l'École militaire :

## Adoption du projet d'accord sur le climat

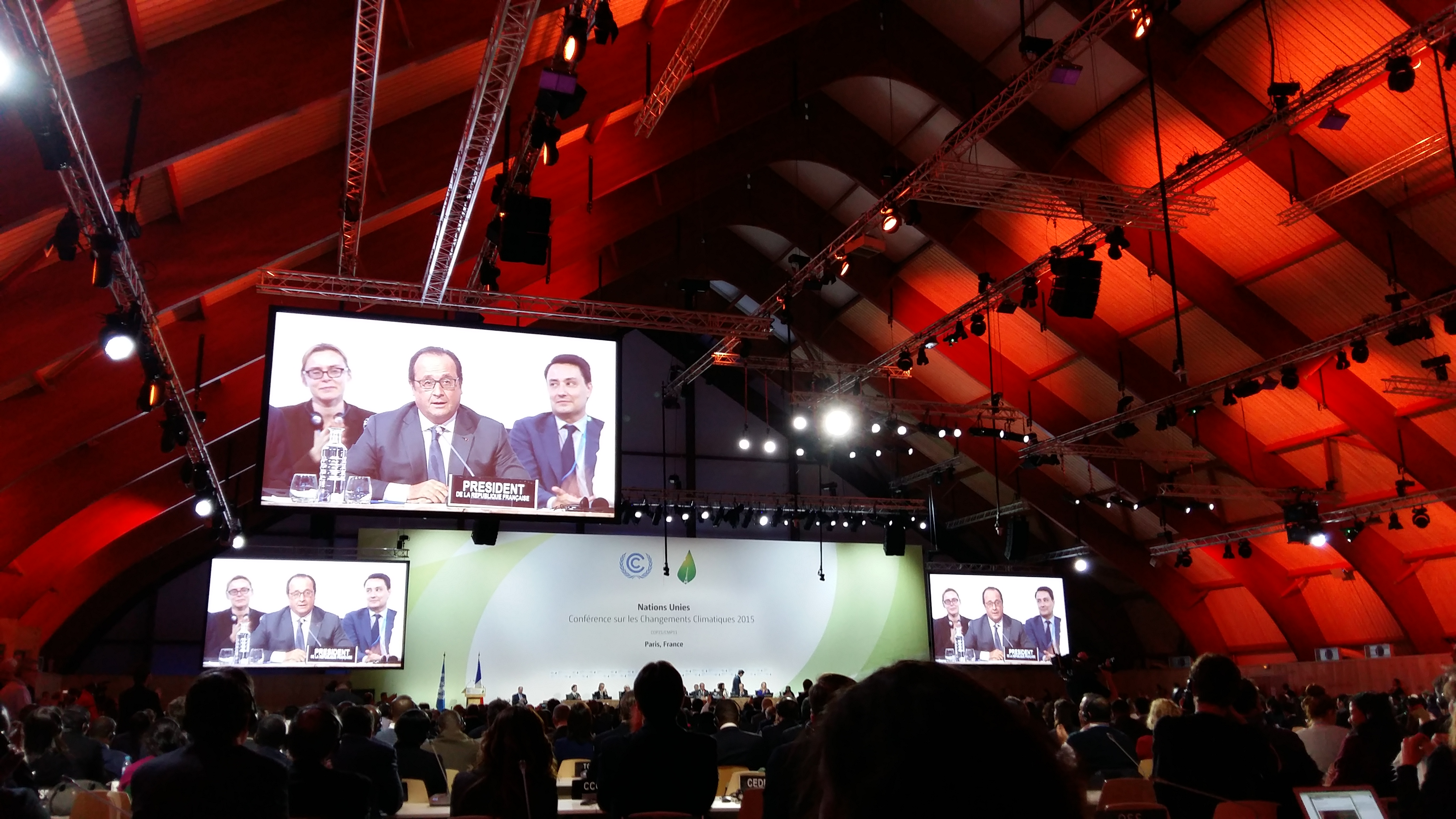
Discours de François Hollande lors de la cérémonie de clôture de la COP21, le 12 décembre 2015.

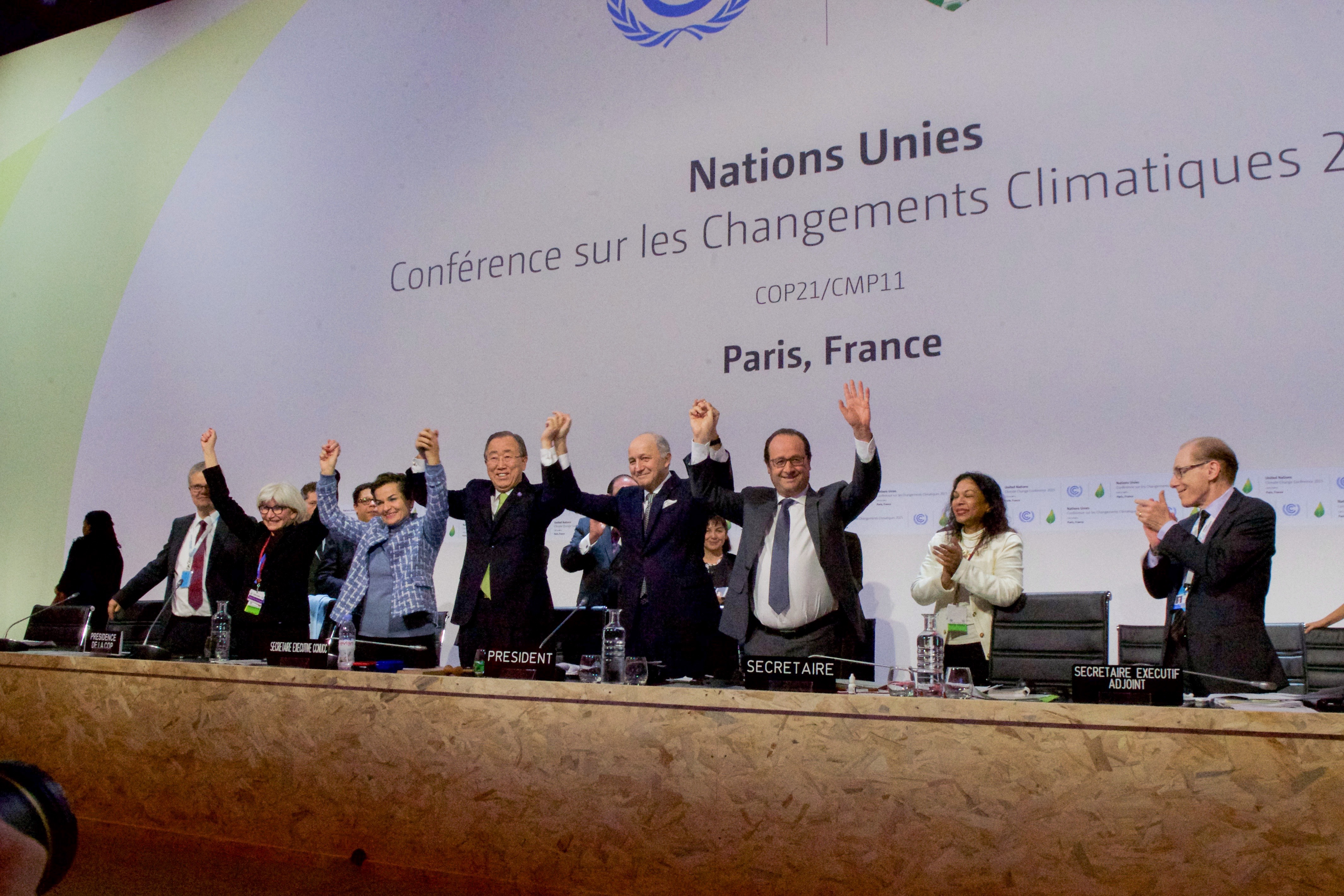
Les organisateurs dont la négociatrice française Laurence Tubiana, Christiana Figueres, Laurent Fabius, Ban Ki-moon et François Hollande annonçant l'adoption de l'accord.

Le 12 décembre, après une prolongation des négociations qui devaient initialement s'achever la veille, les délégués parviennent à un projet d'accord final, adopté ensuite à l'unanimité par les participants. Le texte fixe pour objectif de limiter le réchauffement climatique à moins de 2 °C, en visant la barre des 1,5 °C.
L'accord, qui doit être validé par les parlements des pays participants pour entrer en vigueur en 2020, prévoit une augmentation du budget du fonds vert pour le climat, avec un plancher de 100 milliards de dollars par an : un nouveau plancher sera fixé en 2025. L'un des objectifs du texte est la réorientation de l'économie mondiale vers un modèle à bas carbone, ce qui implique un abandon progressif des énergies fossiles,,.

## Critiques

### Un accord peu contraignant?
L'accord est une instrument de droit mou ou souple.
Le Forum mondial des fonds de pension estime que « l’objectif théorique de réduction des émissions de gaz à effet de serre n’engage en rien les États-membres des Nations unies – tous signataires de l’Accord de Paris sur le climat. Les gros émetteurs de CO2, États-Unis, Chine, Inde, Brésil, Canada et Russie, qui représentent à eux seuls plus de la moitié des émissions, sont censés réduire délibérément, par eux-mêmes, leur pollution carbone sans qu’aucun mécanisme de mesure efficace ne soit mis en place, et sans le moindre incitatif financier contraignant du type taxe carbone. En somme, un accord "juridique" sans obligation, qui pose pour postulat que l’objectif recherché par les signataires sera atteint : ce que les juristes romains appelaient une pétition de principe ! ».
Cependant, sept organisations financières (notamment IIGCC en Europe, INCR en Amérique du Nord, AIGCC en Asie, IGCC en Australie) ont demandé une signature rapide des Accords de Paris dont l’échéance est le 22 avril 2016. Dans ce courrier commun, elles expliquent que la signature de l’Accord sécurisera la réglementation, ce qui « aidera à attirer [d]es milliers de milliards d’investissements pour soutenir la transition bas carbone ».

### Greenwashing(écoblanchiment)
Avant la tenue de la COP21, les COP, les sommets de la Terre et le concept même de développement durable sont dénoncés par les militants de la décroissance, qui y voient « une aubaine pour les multinationales soucieuses de verdir leur image » et un « grand marché au greenwashing ».
L'organisation du sommet, annoncé comme un futur échec, est critiquée par plusieurs ONG qui ont quitté le précédent sommet de Varsovie (COP19) en le qualifiant de « mascarade ». Les ONG ont par ailleurs condamné la présence de certains sponsors officiels « fortement polluants »,.
En novembre 2015, France 2 révèle qu'à rebours des promesses de créations d’emplois locaux notifiées sur le site officiel de l'événement, l'entreprise chargée de l'organisation, GL Events emploie au moins 200 salariés détachés exceptionnellement venus d'Europe de l'Est, les conditions salariales de leur travail étant très inférieures au SMIC. L'organisation emploie finalement peu d'habitants du département de la Seine-Saint-Denis avec seulement 6,7 % des postes disponibles, pratique légale mais qui ne correspond pas aux annonces politiques.
La veille du premier jour de la conférence, un collectif d'artistes britanniques d'art subversif appelé Brandalism détourne 600 panneaux publicitaires afin de dénoncer les mensonges des grandes enseignes sponsors de la COP21. On y retrouve notamment des affiches détournées de partenaires tels qu'Air France, Volkswagen, ou encore Nike, mais également plusieurs chefs d’État et de gouvernement.